# Leo III van Byzantium
Leo III (ca. 675 - 18 juni 741), bijgenaamd de Isauriër (Grieks: Λέων Γ′ ὁ Ἰσαυρός, Leon III. ho Isaurós), was keizer van Byzantium van 717 tot 741.
Leo III was van lage komaf. Hij had zich opgewerkt van eenvoudig soldaat tot voortreffelijk veldheer. Kunst en wetenschap zeiden hem niet veel.
Hij trof een rijk aan in grote staat van verwarring, ja schier van gehele ontbinding. Na twintig jaar van anarchie veroverde Leo III de troon en maakte daarmee een eind aan een tijdperk van onderlinge strijd. Hij had maar een paar maanden om snel de verdedigingswerken van Constantinopel te herstellen. Kalief Suleiman ibn Abd al-Malik had de opdracht gegeven Byzantium de genadeslag toe te dienen; onder Maslama (de broer van de kalief) begon het Beleg van Constantinopel (717-718) (zie Byzantijns-Arabische oorlogen). Dankzij het Grieks vuur dat de vloot van de Arabieren vernietigde en de hulp van Tervel, de khan der Bulgaren, kon het ergste worden voorkomen. Deze Arabische nederlaag had grote gevolgen omdat de moslims zich voor het eerst moesten neerleggen bij het feit dat een christelijk rijk zou kunnen blijven bestaan en ze hun streven moesten opgeven om de toen bekende wereld - die uit Byzantium en Perzië bestond - volledig te veroveren ten teken van de superioriteit van hun geloof.
De oorlog in Anatolië zou echter nog lang duren, maar Leo kon rekenen op steun van de Khazaren die ten noorden van de Kaukasus woonden en in onmin met de Kalief leefden. Zijn zoon Constantijn V trouwde in 733 met een dochter van de Khan. Zo kon Leo allengs de moslims uit Anatolië verdrijven. In de slag bij Akroinon (739) leden de moslims zo'n grote nederlaag, dat zij voor lange tijd van elke aanval op het Griekse keizerrijk moesten afzien. Leo kon daarom tijd steken in een aantal hervormingen van het staatsbestel en in het samenstellen van de Ecloga, een handboek voor rechtsgeleerden. Dit boek was veel meer oosters dan de wetten van Rome, zoals vastgelegd door Justinianus. Er kwamen bijvoorbeeld veel lijfstraffen en verminkingen in voor.
Ook in geloofszaken toonde de keizer zich open voor invloed uit het oosten, waar hij geboren was. Zowel joden als moslims en ook christenen in de Aziatische streken van het rijk hadden al lange tijd kritiek uitgeoefend op de Byzantijnse gewoonte om iconen te vereren. Leo was het eigenlijk wel met hun kritiek eens en besloot de kerk van dit 'heidense' gebruik van gesneden beelden te zuiveren.
Dit leidde echter tot een eeuw lang politieke ruzie, de iconoclastencrisis, die het rijk bijzonder duur te staan zou komen. Paus Gregorius II was al onmiddellijk tegen dit idee, al was het maar om zijn rivaal de Patriarch een hak te zetten. De paus sloeg een heel dreigende toon aan tegen Leo III en schreef in een vermaningsbrief het volgende:

[...] "Al de koninkrijken van het Westen, hetzij nabij, hetzij van ver, brengen hun hulde aan Christus en zijn plaatsbekleder, en zelfs in deze ogenblikken maken wij ons op, om een van zijn machtigste vorsten te bezoeken, die vurig verlangt van onze genade het sacrament van de doop te ontvangen. De Barbaren hebben zich aan het juk van het Evangelie onderworpen, terwijl gij alleen doof zijt voor de stem van de Herder. Deze vrome Barbaren zijn in woede ontvlamd en hunkeren om de vervolging van het Oosten te wreken."

In de Byzantijnse gebieden van Italië waren de iconen dan ook buiten Leo's bereik.